# Denver Manderson
Denver Manderson (Fergus, Ontario, 22. travnja 1989.) kanadski je profesionalni hokejaš na ledu. Lijevoruki je napadač i igra na poziciji lijevog krila. Trenutačno je na probi u KHL Medveščak Zagreb koji nastupa u EBEL-u.

## Karijera

### Sj. Amerika
Manderson je započeo svoju profesionalnu sportsku karijeru u sezoni 2005./06. u klubu Guelph Storm u OHL (Ontario Hockey League) ligi. Već u svojoj drugoj sezoni mijenja klub i prelazi u Kitchner Rangers. Od 2007. do 2010. igra u klubu Penticton Vees u BCHL (British Columbia Hockey League) ligi, a u posljednjoj sezoni igranja za ovaj klub (2009./10.) postiže rekordni broj bodova - 113 u 50 utakmica. Manderson je 2007./08. osvojio titulu prvaka BCHL lige, a 2009./10. nagrađen je kao najkorisniji igrač BCHL lige. 

### Europa
U ljeto 2010. Manderson stiže na probu u zagrebački Medveščak nakon što je odigrao probnih pet utakmica za salzburški Red Bull u kojima je postigao dva boda, odnosno po jedan pogodak i asistenciju.

## Vanjske poveznice
- Profil na Eliteprospects.com
- Profil na The Internet Hockey Database